# Виллафан
Виллафа́н (фр. Villafans) — коммуна во Франции, находится в регионе Франш-Конте. Департамент — Верхняя Сона. Входит в состав кантона Виллерсексель. Округ коммуны — Люр.
Код INSEE коммуны — 70552.

## География
Коммуна расположена приблизительно в 340 км к юго-востоку от Парижа, в 55 км северо-восточнее Безансона, в 25 км к востоку от Везуля.
На юге коммуны протекает река Роньон.

## Население
Население коммуны на 2010 год составляло 196 человек.
| 1962 | 1968 | 1975 | 1982 | 1990 | 1999 | 2010 |
| ---- | ---- | ---- | ---- | ---- | ---- | ---- |
| 155  | 148  | 132  | 160  | 149  | 154  | 196  |

## Администрация
| Период | Период | Фамилия       | Партия | Примечания |
| ------ | ------ | ------------- | ------ | ---------- |
| 1971   | 2002   | Жак Сеген     |        | фермер     |
| 2002   | 2008   | Жильбер Берне |        |            |
| 2008   | 2014   | Жиль Вюйемен  |        |            |
| 2014   | 2020   | Ролан Вюйемен |        |            |

## Экономика

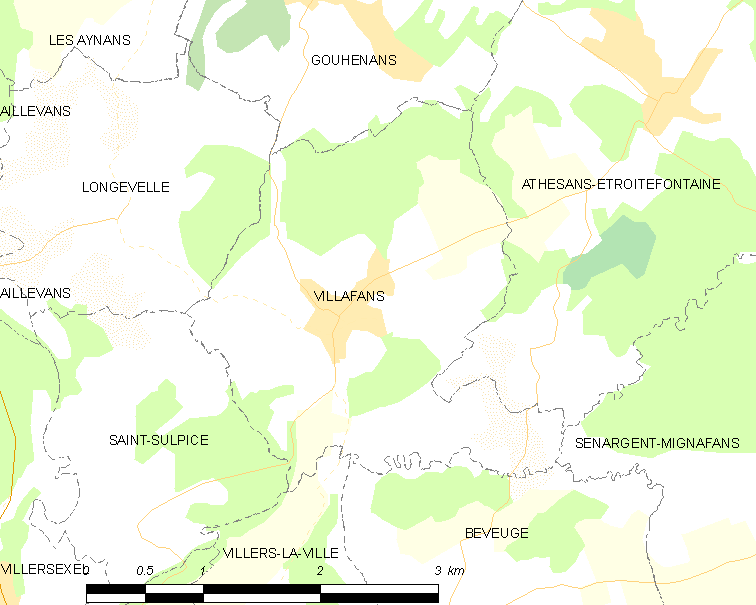
Карта коммуны

В 2010 году среди 119 человек трудоспособного возраста (15—64 лет) 83 были экономически активными, 36 — неактивными (показатель активности — 69,7 %, в 1999 году было 63,0 %). Из 83 активных жителей работали 74 человека (44 мужчины и 30 женщин), безработных было 9 (4 мужчины и 5 женщин). Среди 36 неактивных 5 человек были учениками или студентами, 20 — пенсионерами, 11 были неактивными по другим причинам.